# 5-ös busz (Vác)
A váci 5-ös busz helyi járat, körjárat. Körülbelül azonos útvonalon halad a 4-es autóbusszal, csak másik irányban teszi meg a kört a városban. A járat Vác szinte minden városrészét érinti: az autóbusz-állomásról indulva a deákvári lakótelepen, a deákvári kertvároson, a kórházon, (egyes járatok esetében) az alsóvárosi lakótelepen és a történelmi városmagon (belváros) keresztül érkezik vissza az állomásra. A járattal a város gyakorlatilag minden látványossága közvetlenül megközelíthető. A 4-es busszal együtt a legsűrűbb járat Vácon: munkanapokon napközben általában félóránként közlekedik. A reggeli csúcsidőben a deákvári lakótelep, illetve az autóbusz-állomás és a kórház között kisegítő járatok is szoktak közlekedni.

## Története
2024. március 1-jétől a Volánbusz a Vác helyi járatát alkotó 360–366 jelzésű vonalakat átszámozta, a korábbi 365-ös vonalból lettek az új 5-ös és 55-ös autóbuszvonalak. A módosítás nem érintette az autóbuszok menetrendjét.

## Megállóhelyei
Az átszállási kapcsolatok között az azonos útvonalon, de a Deákvár, ABC és Szérűskert között ellenkező irányban közlekedő 4-es busz nincs feltüntetve.

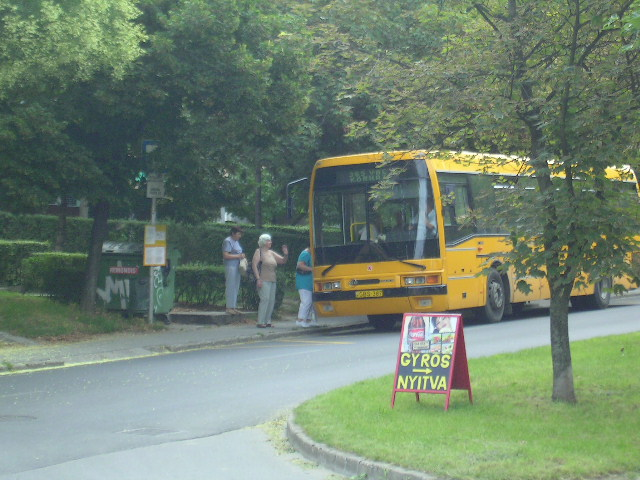
A 365-ös járat a Deákvári főút 29. megállóban

| 0                                                                     | 0                                             | Autóbusz-állomás induló végállomás           | |
| 2                                                                     | 2                                             | Öntöde                                       | 3, 33 |
| 5                                                                     | 5                                             | Deákvár, ABC                                 | 3, 6, 11, 33 |
| 7                                                                     | 7                                             | Fürj utca                                    | 3, 6, 11, 33 |
| 8                                                                     | 8                                             | Deákvári főút 29.                            | 3, 6, 11, 33 |
| Egy indulás a sárga hátterű megállóhelyek érintése nélkül közlekedik. |                                               |                                              | |
| 10                                                                    | 10                                            | Gombási út 94.                               | 3, 6, 33 |
| 11                                                                    | 11                                            | Altányi szőlők                               | 3, 6, 33 |
| 12                                                                    | 12                                            | Radnóti út                                   | 3, 6, 11, 33 |
| 13                                                                    | 13                                            | Híradó tér                                   | |
| 15                                                                    | 15                                            | Újhegyi út 42.                               | 3, 6, 33 |
| 16                                                                    | 16                                            | Deákvár, ABC                                 | 3, 6, 11, 33 |
| 17                                                                    | 17                                            | Vörösmarty tér                               | 6, 11, 33 |
| 18                                                                    | 18                                            | Nógrádi utca                                 | 6, 11, 33 |
| 20                                                                    | 20                                            | Kórház                                       | 1, 6, 11 314, 333 |
| 21                                                                    | 21                                            | Telep utca                                   | 1, 6, 11, 33 314, 333, 334, 335, 336, 337, 338, 339, 347 |
| 23                                                                    | 23                                            | Honvéd utca                                  | 1, 11 300, 314, 333, 334, 335, 336, 337, 338, 339, 342, 343, 345, 347, 371, 455                                                                                                 |
| 24                                                                    | 24                                            | Földváry tér                                 | 1 300, 342, 343, 345, 348, 371, 455 1013 |
| 25                                                                    | 25                                            | Budapesti főút                               | 1, 11 |
| 26                                                                    | 26                                            | Konstantin tér                               | 1, 11 |
| 28                                                                    | 28                                            | Március 15. tér                              | 1, 11 |
| ∫                                                                     | 30                                            | Autóbusz-állomás vonalközi érkező végállomás | 3, 33 300, 314, 328, 329, 330, 331, 332, 333, 334, 335, 337, 338, 339, 342, 343, 345, 347, 348, 350, 351, 360, 361, 362, 363, 371, 455 1013 S70 G70 Z70 S71 G71 S77 S750 EC, EN |
| 30                                                                    |                                               | Köztársaság út 40.                           | 1, 11 |
| 31                                                                    | Kőkapu                                        | 1, 11                                        | |
| 32                                                                    | Kálvin utca                                   | 1, 11                                        | |
| 33                                                                    | Pap Béla utca                                 | 1, 11 455                                    | |
| 34                                                                    | Buki sor                                      | 1, 11 342, 347, 455                          | |
| 35                                                                    | Szérűskert Oktatási Centrum                   | 1, 11 342, 347, 455                          | |
| 37                                                                    | Szérűskert autóbusz-forduló érkező végállomás | 1, 11 342, 347, 455                          | |